# Stenopyga ziela
Stenopyga ziela es una especie de mantis de la familia Mantidae.

## Distribución geográfica
Se encuentra en Ghana, Guinea y el Congo.